# Donald Finlay
Donald Osborne „Don” Finlay (ur. 27 maja 1909 w Christchurch, zm. 18 kwietnia 1970 w Great Missenden) – angielski lekkoatleta, płotkarz, dwukrotny medalista olimpijski, oficer Royal Air Force, uczestnik bitwy o Anglię.

## Życiorys

### Kariera lekkoatletyczna
Rozpoczął karierę międzynarodową od startu na igrzyskach olimpijskich w 1932 w Los Angeles, gdzie zdobył brązowy medal w biegu na 110 metrów przez płotki. Był również członkiem brytyjskiej sztafety 4 × 100 metrów, która zajęła w finale 6. miejsce. Jako reprezentant Anglii zwyciężył w biegu na 120 jardów przez płotki podczas igrzysk Imperium Brytyjskiego w 1934 w Londynie.
Na igrzyskach olimpijskich w 1936 w Berlinie zdobył srebrny medal w biegu na 110 metrów przez płotki. Wyrównał wówczas rekord Europy czasem 14,4 s. Sztafeta 4 × 100 metrów z jego udziałem odpadła w eliminacjach.
Zwyciężył w biegu na 110 m przez płotki na mistrzostwach Europy w 1938 w Paryżu, ponownie wyrównując rekord Europy, tym razem czasem 14,3 s.
Wziął udział w pierwszych po II wojnie światowej letnich igrzyskach olimpijskich w 1948 w Londynie. Składał podczas ich otwarcia ślubowanie olimpijskie. W biegu na 110 m przez płotki został wyeliminowany w eliminacjach. Zajął 4. miejsce w biegu na 120 jardów przez płotki na igrzyskach Imperium Brytyjskiego w 1950 w Auckland.
Finlay kilkakrotnie ustanawiał rekord Wielkiej Brytanii na 110 przez płotki, doprowadzając go do wyniku 14,3 s.
Był mistrzem Wielkiej Brytanii (AAA) w biegu na 120 jardów przez płotki w latach 1932–1938 i w 1949.

### Kariera wojskowa
Finlay wstąpił do RAF w 1935. Podczas bitwy o Anglię latał na samolotach Supermarine Spitfire w 54 squadronie. Odniósł rany, po czym został przeniesiony do 41 squadronu, którym dowodził. W sierpniu 1941 otrzymał stopień Wing Commander (odpowiednik podpułkownika) i został przeniesiony na stanowisko Engineering Officer w 11 grupie RAF. W czerwcu 1942 został odznaczony Krzyżem Wybitnej Służby Lotniczej. Jako pilot myśliwski zestrzelił 4 samoloty wroga (i 2 wspólnie z innym pilotem) oraz uszkodził 3 samoloty (i 1 wspólnie).
W 1943 dowodził 608 squadronem RAF, który latał na samolotach Lockheed Hudson na Bliskim Wschodzie. W 1945 został dowódcą 906 grupą RAF w Birmie. Został odznaczony Krzyżem Sił Powietrznych. W 1950 został awansowany na stopień Group Captain (odpowiednik pułkownika).